# Software Heritage
Software Heritage è un'organizzazione senza scopo di lucro che fornisce un servizio per l'archiviazione e la referenziazione di software storico e contemporaneo, con particolare attenzione al codice sorgente leggibile dagli esseri umani. Fondata nel 2016 dall'Inria, è supportata dall'UNESCO e da diversi sponsor privati e pubblici.
Costituisce la più grande biblioteca di codice sorgente aperto al mondo con circa 1,5 Petabyte di dati (a novembre 2024), costituiti da 20 miliardi di file derivati da oltre 300 milioni di progetti software.

## Missione

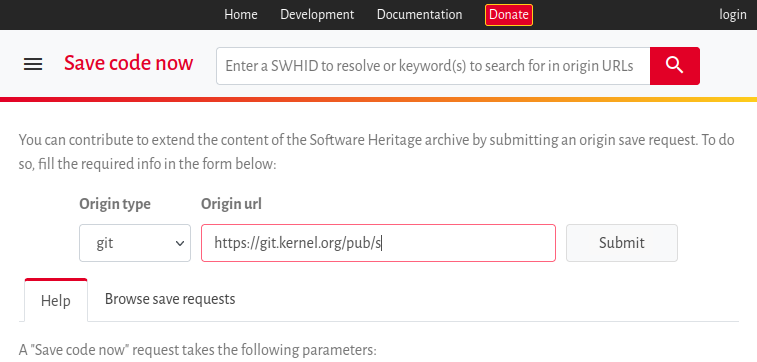
Una richiesta di archiviazione in Software Heritage.

La missione di Software Heritage è raccogliere, preservare e condividere tutto il software disponibile pubblicamente in forma di codice sorgente, al fine di costruire un'infrastruttura comune al servizio dell'industria, della ricerca, della cultura e della società.
Il codice sorgente viene raccolto tramite il crawling di piattaforme di hosting di codice come GitHub, GitLab e Bitbucket, e di archivi di pacchetti come npm e PyPI. I dati raccolti sono memorizzati in una struttura dati chiamata Merkle DAG, che rappresenta il nucleo dell'archivio. Ogni specifico commit e versione di software nell'archivio è associato a un identificatore univoco, denominato SoftWare Heritage persistent IDentifiers (SWHIDs) cui corrisponde la proprietà P6138 di Wikidata; dal 2025, lo SWHID è parte dello standard ISO/IEC 18670.

## Storia
Lo sviluppo di Software Heritage è iniziato presso Inria nel 2015, sotto la direzione di Roberto Di Cosmo e Stefano Zacchiroli. Il progetto è stato ufficialmente annunciato il 30 giugno 2016.
Nel 2017, Inria ha firmato un accordo con l'UNESCO per la preservazione a lungo termine del codice sorgente del software.
Nel giugno 2018, l'archivio di Software Heritage è stato aperto presso la sede dell'UNESCO e il 4 luglio 2018 è stato incluso nel Piano Nazionale Francese per la Scienza Aperta.
A ottobre 2020, il repository di Software Heritage conteneva oltre 143 milioni di progetti software in un archivio di oltre 9,1 miliardi di file sorgente unici.

## Finanziamento
Software Heritage è finanziata principalmente attraverso donazioni da sponsor sostenitori, tra cui aziende private, enti pubblici e istituzioni accademiche.
Le sovvenzioni da parte di organizzazioni come NLNet e la Alfred P. Sloan Foundation supportano anche progetti specifici e lo sviluppo di nuovi connettori per espandere la copertura dell'archivio.

## Sviluppo e comunità
L'infrastruttura di Software Heritage è sviluppata in modo trasparente e collaborativo, con tutto il software rilasciato come software libero e open source. Nel dicembre 2020, è stato annunciato un programma di ambasciatori per far crescere la comunità di utenti e contributori.

## Riconoscimenti
Nel 2016, Software Heritage ha ricevuto il premio come miglior progetto comunitario al Paris Open Source Summit 2016.
Nel 2019, ha ricevuto il premio per l'Iniziativa Accademica dal Pôle Systematic. Il 5 maggio 2025, nel contesto dell'iniziativa «Choose Europe for Science» lanciata alla Sorbona, il presidente Emmanuel Macron si è complimentato con gli sforzi di Software Heritage di raccolta del patrimonio di codice scritto dall'umanità.